# Madoka Natsumi
Madoka Natsumi (夏見円?, Natsumi Madoka; Abashiri, 2 luglio 1978) è un'ex fondista giapponese.

## Biografia
In Coppa del Mondo esordì il 22 novembre 1997 a Beitostølen (67ª) e ottenne l'unico podio il 27 febbraio 2008 a Stoccolma (3ª).
In carriera prese parte a tre edizioni dei Giochi olimpici invernali, Salt Lake City 2002 (47ª nella 10 km, 26ª nella 30 km, 12ª nella sprint, 59ª nell'inseguimento, 10ª nella staffetta), Torino 2006 (17ª nella sprint, 8ª nella sprint a squadre, 12ª nella staffetta) e Vancouver 2010 (30ª nella 30 km, 27ª nella sprint, 12ª nella sprint a squadre, 8ª nella staffetta), e a sei dei Campionati mondiali (4ª nella sprint a squadre a Liberec 2009 il miglior risultato).

## Palmarès

### Coppa del Mondo
- Miglior piazzamento in classifica generale: 27ª nel 2008
- 1 podio (individuale[1]):
  - 1 terzo posto